# 中沢直人
中沢 直人（なかざわ なおと、1969年11月22日 - ）は、日本の歌人、憲法学者。専門は英米法、憲法。成蹊大学法学部法律学科教授。本名、安部圭介。
福岡県福岡市出身。久留米大学附設高等学校、東京大学法学部卒業、ハーバード大学法科大学院修了。博士（法学）。
1999年に歌誌「未来」「かばん」に入会し、岡井隆に師事。2002年より「未来」編集委員。2003年に作品「極圏の光」で第14回歌壇賞、未来年間賞を受賞。2010年、第1歌集『極圏の光』で第16回日本歌人クラブ新人賞を受賞。

## 著書
- 速攻! 憲法ノート DTP出版 2008.3 ISBN 978-4862110879
- 極圏の光 歌集 本阿弥書店 2009.12 ISBN 978-4776805571 帯文・解説：岡井隆
- 重要判例セレクトワークス―公務員試験によく出る憲法・行政法・民法の基本判例200（共著）実務教育出版 2009.12 ISBN 978-4788954298
- 法学の世界(新・総合特集シリーズ 3 別冊法学セミナー)（共著） 日本評論社 2013.3 ISBN 978-4535408425